# Anatkina kotagiriensis
Anatkina kotagiriensis är en insektsart som först beskrevs av William Lucas Distant 1908.  Anatkina kotagiriensis ingår i släktet Anatkina och familjen dvärgstritar. Inga underarter finns listade i Catalogue of Life.